# Fackelblomstersläktet
Fackelblomstersläktet (Lythrum) är ett släkte av fackelblomsväxter.

## Dottertaxa till Fackelblomstersläktet, i alfabetisk ordning[2]
- Lythrum acutangulum
- Lythrum alatum
- Lythrum americanum
- Lythrum anatolicum
- Lythrum baeticum
- Lythrum borysthenicum
- Lythrum californicum
- Lythrum curtissii
- Lythrum flagellare
- Lythrum flexuosum
- Lythrum gracile
- Lythrum hybridum
- Lythrum hyrcanica
- Lythrum hyssopifolia
- Lythrum intermedium
- Lythrum junceum
- Lythrum komarovii
- Lythrum lineare
- Lythrum linifolium
- Lythrum lydiae
- Lythrum maritimum
- Lythrum nanum
- Lythrum ovalifolium
- Lythrum paradoxum
- Lythrum portula
- Lythrum rotundifolium
- Lythrum salicaria
- Lythrum schelkovnikovii
- Lythrum silenoides
- Lythrum theodori
- Lythrum thesioides
- Lythrum thymifolia
- Lythrum tribracteatum
- Lythrum wilsonii
- Lythrum virgatum
- Lythrum volgense

## Bildgalleri

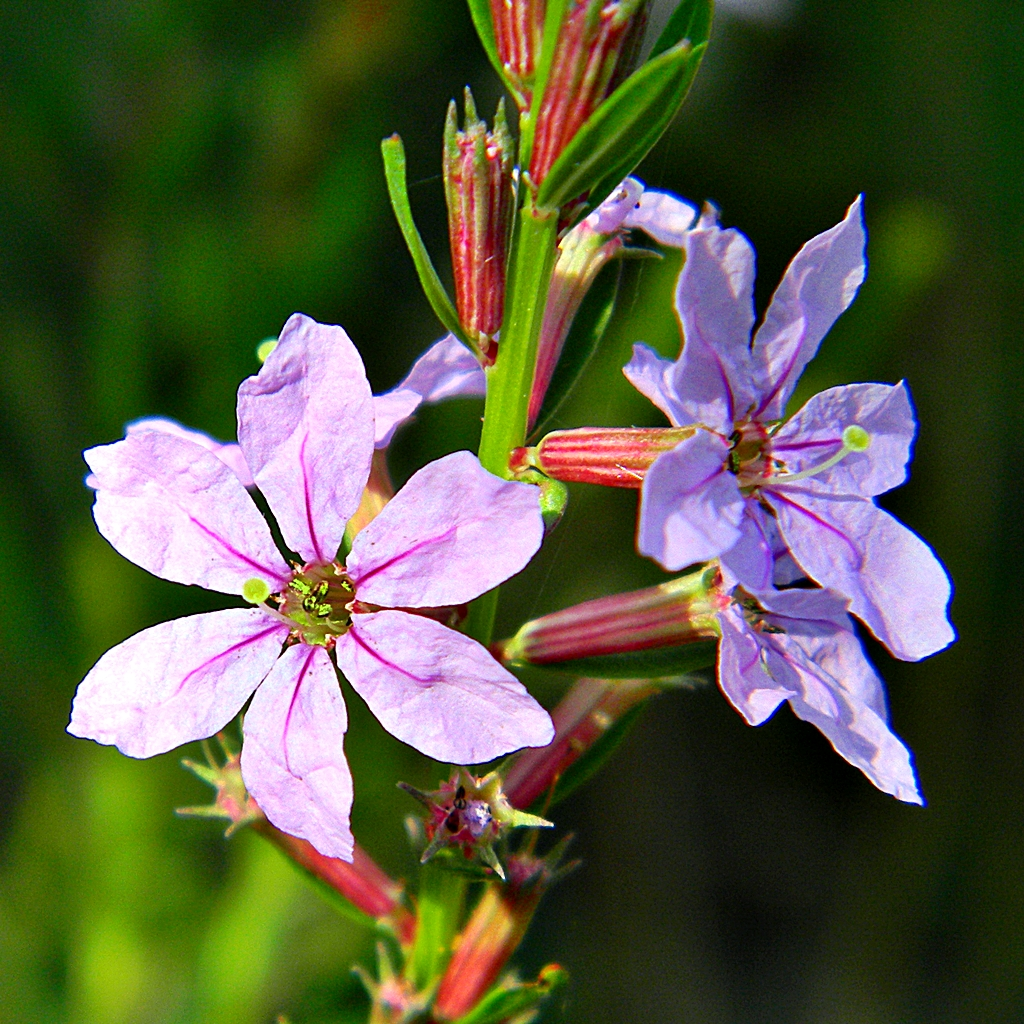
Lythrum alatum
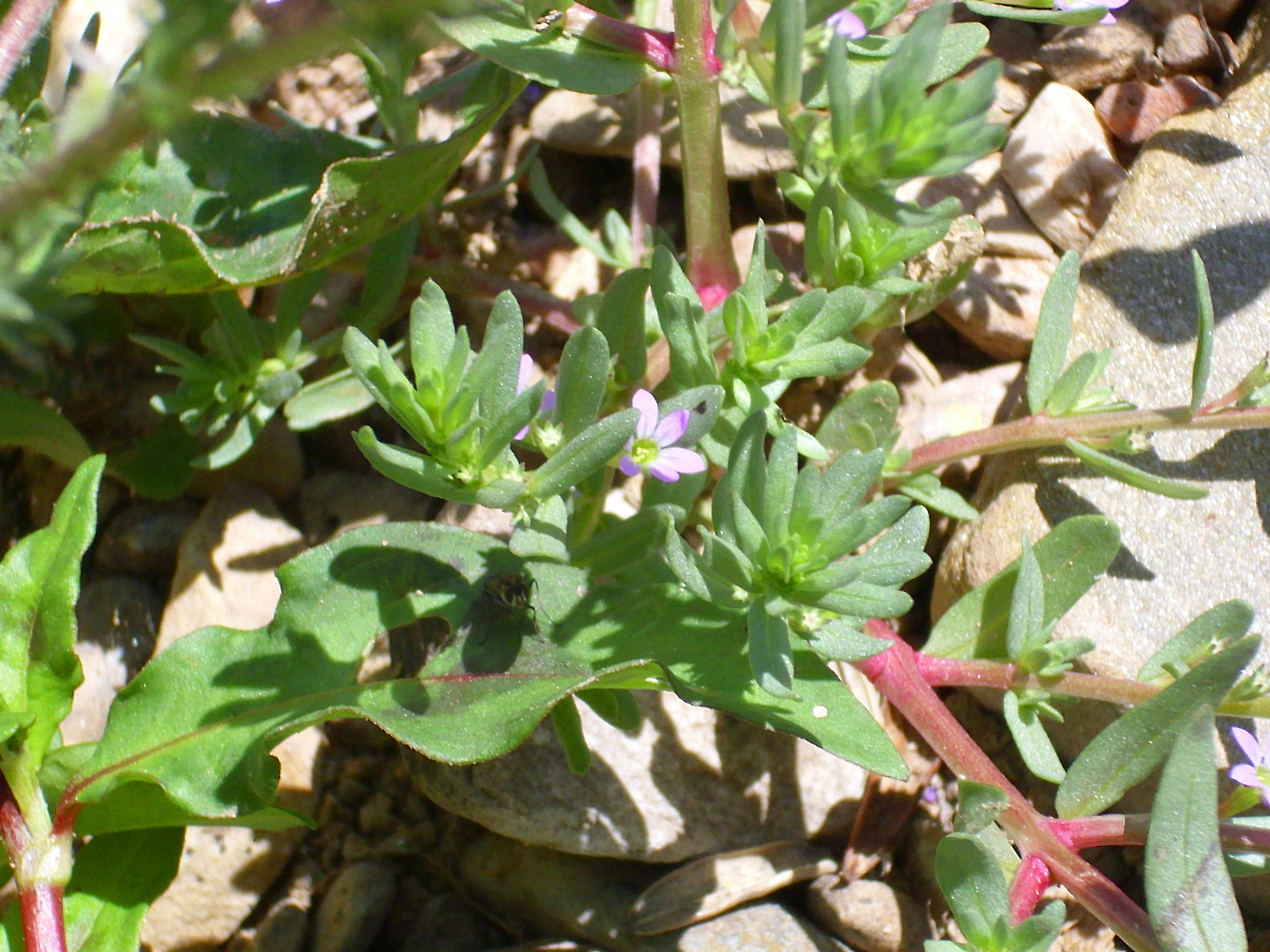
Lythrum borysthenicum
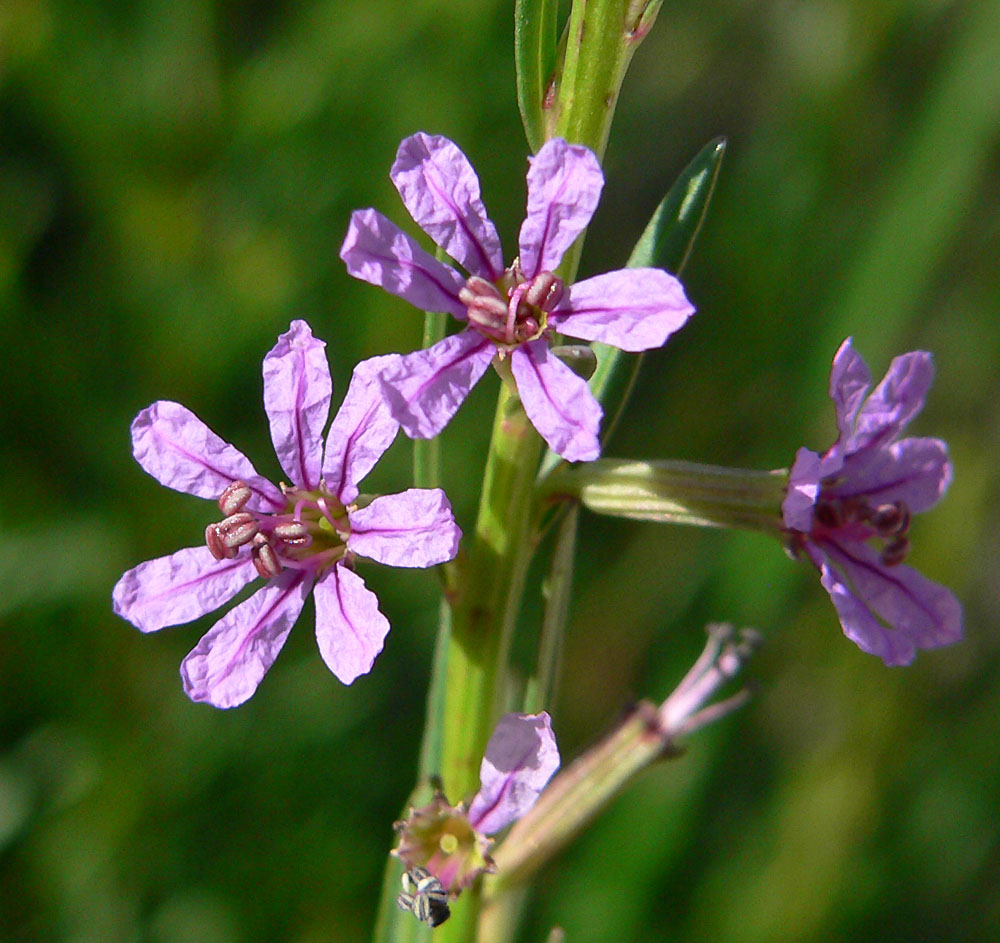
Lythrum californicum
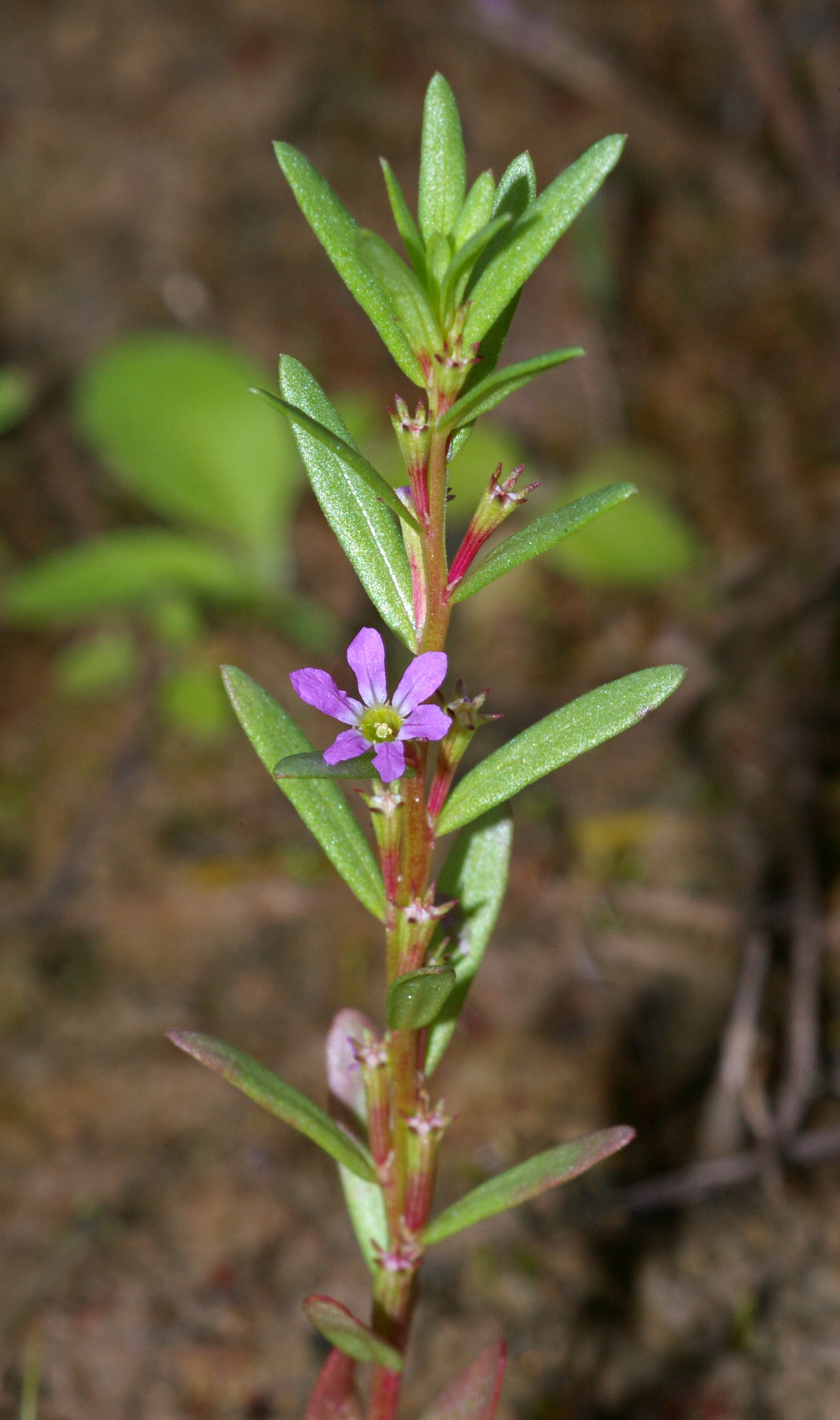
Lythrum hyssopifolia
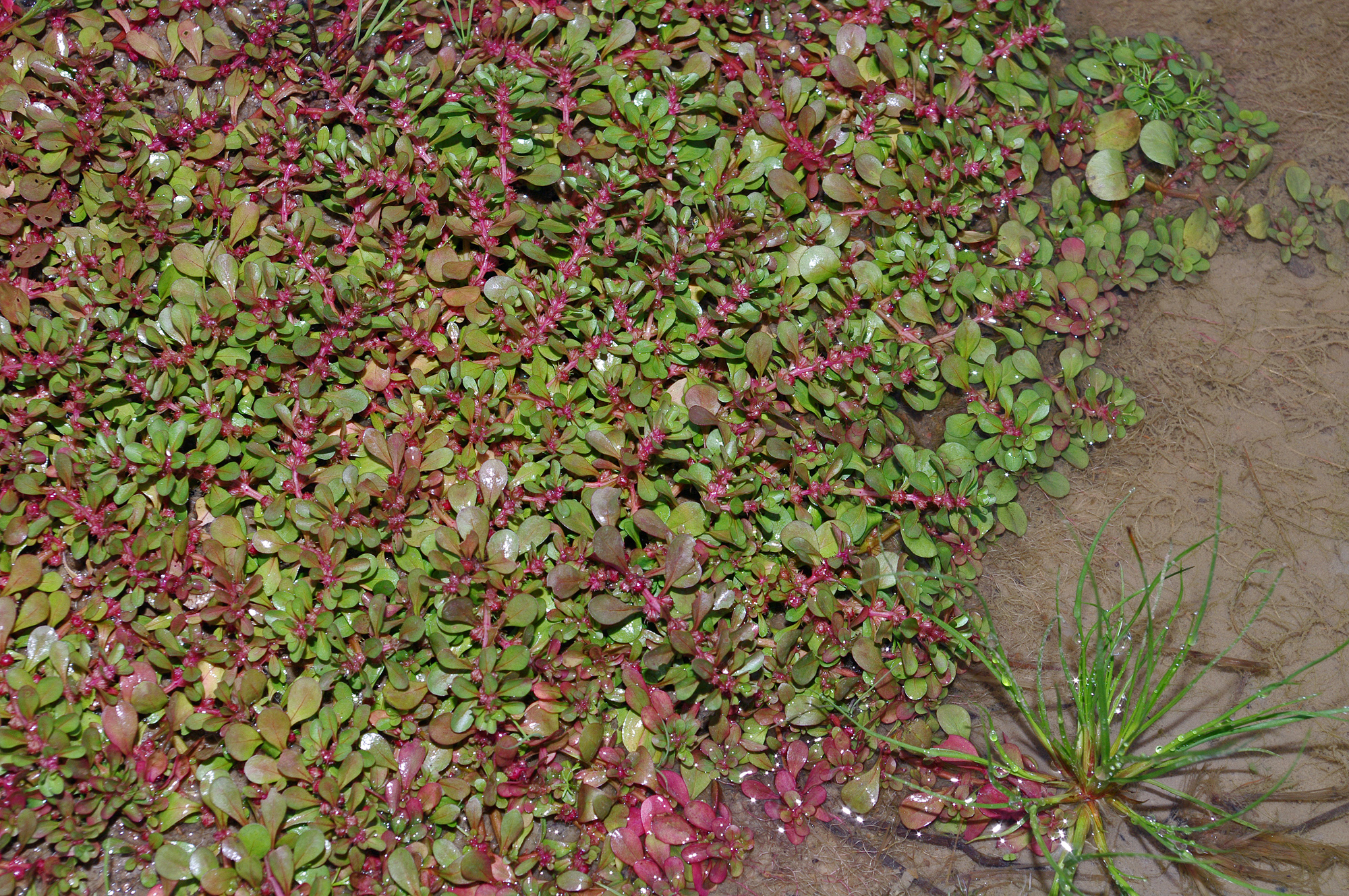
Lythrum portula